# 飯豊村 (岩手県)
飯豊村（いいとよむら）は、1954年（昭和29年）まで岩手県和賀郡にあった村。現在の北上市飯豊・成田・藤沢・村崎野などにあたる。

## 地理
- 河川：北上川、飯豊川

## 沿革
- 1889年（明治22年）4月1日 - 町村制施行にともない、飯豊村・成田村・藤沢村・村崎野村の計4か村が合併して新制の東和賀郡飯豊村が発足。
- 1897年（明治30年）4月1日 - 郡の統合により東和賀郡と西和賀郡が合併し、和賀郡が復活[2]。和賀郡飯豊村となる。
- 1954年（昭和29年）4月1日 - 黒沢尻町・鬼柳村・更木村・二子村および胆沢郡相去村・江刺郡福岡村と合併し、北上市となる。

## 行政
- 歴代村長

| 代 | 氏名         | 就任                   | 退任                      | 備考 |
| -- | ------------ | ---------------------- | ------------------------- | ---- |
| 1  | 小原安太郎   | 1889年（明治22年）4月  | 1895年（明治28年）6月     |      |
| 2  | 畠田吉五郎   | 1895年（明治28年）8月  | 1899年（明治32年）4月     |      |
| 3  | 小原安太郎   | 1899年（明治32年）4月  | 1906年（明治39年）3月     |      |
| 4  | 照井清見     | 1906年（明治39年）12月 | 1914年（大正3年）2月      |      |
| 5  | 高田誠一郎   | 1914年（大正3年）2月   | 1921年（大正10年）3月     |      |
| 6  | 斎藤孝志     | 1921年（大正10年）9月  | 1931年（昭和6年）6月      |      |
| 7  | 斎藤四郎     | 1931年（昭和6年）6月   | 1933年（昭和8年）3月      |      |
| 8  | 大田代貞次郎 | 1933年（昭和8年）3月   | 1945年（昭和20年）3月     |      |
| 9  | 斎藤丑五郎   | 1945年（昭和20年）4月  | 1946年（昭和21年）11月    |      |
| 10 | 高橋慶五郎   | 1947年（昭和22年）4月  | 1951年（昭和26年）2月     |      |
| 11 | 八重樫長兵衛 | 1951年（昭和26年）4月  | 1954年（昭和29年）3月31日 |      |

## 交通

### 鉄道
- 国鉄東北本線：村崎野駅